# 克卜勒440b
克卜勒440b（Kepler-440b，舊稱KOI-4087.01）是一顆環繞恆星克卜勒440的太陽系外行星，是位於適居帶內的超級地球，距離地球約850光年（261秒差距）。該行星是由克卜勒太空望遠鏡以觀測行星通過母恆星盤面前，使恆星光度微幅下降的凌日法發現。美国国家航空航天局（NASA）於2015年1月6日宣布確認發現該行星。

## 概要
克卜勒440b的半徑為地球的1.86倍，軌道週期101.1日。

## 適居性
克卜勒440b被宣布發現時是宣稱它位於液態水可存在於該行星表面的適居帶

## 外部連結
- NASA – Kepler Mission.
- NASA – Kepler Discoveries – Summary Table（页面存档备份，存于）.
- NASA – Kepler-440b （页面存档备份，存于） at The NASA Exoplanet Archive.
- NASA – Kepler-440b（页面存档备份，存于） at The Extrasolar Planets Encyclopaedia.
- Habitable Exolanets Catalog（页面存档备份，存于） at UPR-Arecibo.